# Li Ching
Li Ching (in cinese: 李靜; 7 marzo 1975) è un ex tennistavolista hongkonghese.

## Carriera
Nel punto massimo della propria carriera ha conquistato la medaglia d'argento nel doppio alle Olimpiadi di Atene 2004, assieme al compagno Ko Lai Chak.